# Орда (Абайская область)
Орда (каз. Орда) — село в Абайском районе Абайской области Казахстана. Входит в состав Архатского сельского округа. Код КАТО — 633235500.

## Население
По данным 1999 года, в селе не было постоянного населения. По данным переписи 2009 года, в селе проживало 317 человек (162 мужчины и 155 женщин).